# Enrico di Borgogna
Enrico di Borgogna (título original en italiano; en español, Enrique de Borgoña) es una ópera en dos actos con música de Gaetano Donizetti y libreto en italiano de Bartolomeo Merelli. Se estrenó en el Teatro San Luca de Venecia el 14 de noviembre de 1818.